# Goodland (Florida)
Goodland és una concentració de població designada pel cens dels Estats Units a l'estat de Florida. Segons el cens del 2000 tenia 320 habitants.

## Demografia
Segons el cens del 2000, Goodland tenia 320 habitants, 186 habitatges, i 88 famílies. La densitat de població era de 588,3 habitants/km².
Dels 186 habitatges en un 8,1% hi vivien nens de menys de 18 anys, en un 43% hi vivien parelles casades, en un 2,2% dones solteres, i en un 52,2% no eren unitats familiars. En el 41,4% dels habitatges hi vivien persones soles el 19,4% de les quals corresponia a persones de 65 anys o més que vivien soles. El nombre mitjà de persones vivint en cada habitatge era d'1,72 i el nombre mitjà de persones que vivien en cada família era de 2,25.
Per edats la població es repartia de la següent manera: un 7,2% tenia menys de 18 anys, un 2,2% entre 18 i 24, un 25% entre 25 i 44, un 33,1% de 45 a 60 i un 32,5% 65 anys o més.
L'edat mediana era de 53 anys. Per cada 100 dones de 18 o més anys hi havia 110,6 homes.
La renda mediana per habitatge era de 26.739 $ i la renda mediana per família de 27.279 $. Els homes tenien una renda mediana de 22.083 $ mentre que les dones 27.059 $. La renda per capita de la població era de 22.893 $. Entorn del 13% de les famílies i el 14% de la població estaven per davall del llindar de pobresa.

## Poblacions més properes
El següent diagrama mostra les poblacions més properes.